# Il sangue dei vinti (film)
Il sangue dei vinti è un film del 2008 diretto da Michele Soavi.
Ambientato durante la seconda guerra mondiale e ispirato dall'omonimo romanzo storico di Giampaolo Pansa, il film è stato presentato fuori concorso alla Festa del Cinema di Roma il 26 ottobre 2008.
Una versione per la televisione è stata trasmessa in due puntate su Rai 1 nel dicembre 2009.

## Trama
Il commissario di polizia Francesco Dogliani deve indagare sull'omicidio di una donna e sui misteri di sua sorella gemella; ossessionato da questa ricerca vive il difficile e controverso periodo della fine della seconda guerra mondiale senza schierarsi come fanno invece i suoi fratelli Ettore, partigiano, e Lucia che si arruola con l'esercito della Repubblica Sociale Italiana.

## Produzione
Il film è stato girato a Saluzzo a partire dal 9 luglio 2008 ed è costato 9 milioni di euro, di cui 45.000 finanziati dalla Regione Piemonte.

## Anteprima
Il film è stato presentato fuori concorso alla Festa del Cinema di Roma ed è stato proiettato il 26 ottobre 2008.
La proiezione è stata seguita da un dibattito a cui hanno partecipato Giampaolo Pansa, autore del libro che ha ispirato il film, insieme allo sceneggiatore Massimo Sebastiani, al protagonista Michele Placido, al senatore del PDL Maurizio Gasparri, al deputato e sindacalista della CISL Savino Pezzotta e alla politica e giornalista dell'Unità Miriam Mafai e alcuni rappresentanti di associazioni partigiane.

In precedenza il film era stato rifiutato dal Festival del Cinema di Venezia.
Inoltre il 7 febbraio 2009 è stato presentato all'European Film Market di Berlino.
Ha incassato 73.416 euro al botteghino italiano